# L (слово латинице)
L (ел) је дванаесто слово латинице, шеснаесто слово гајице. Може такође бити:
- Ознака за латерални ликвидни дентални сугласник у фонетици српског језика, као и већем броју других језика..
- Ознака за римски број 50 математици
- Скраћеница за индуктивност у физици
- Међународна аутомобилска ознака за Луксембург

## Историја
Слово L је почело као египатски хијероглиф Wt, да би се, прво као феничко Lamed и као грчко Lambada, кроз векове развило у L какво данас познајемо.
| S39 |

| S39 |

| Велико писано L | Старо Турско L | Савремено курзив L | Сигнално наутичко L - ICS Lima | Брајева абецеда L | Абецеда глувонемих L |
| --------------- | -------------- | ------------------ | ------------------------------ | ----------------- | -------------------- |
| Велико писано L | Старо турско L | Савремено курзив L | Сигнално наутичко L            | Брајева абецеда L | Абецеда глувонемих L |